# Kem

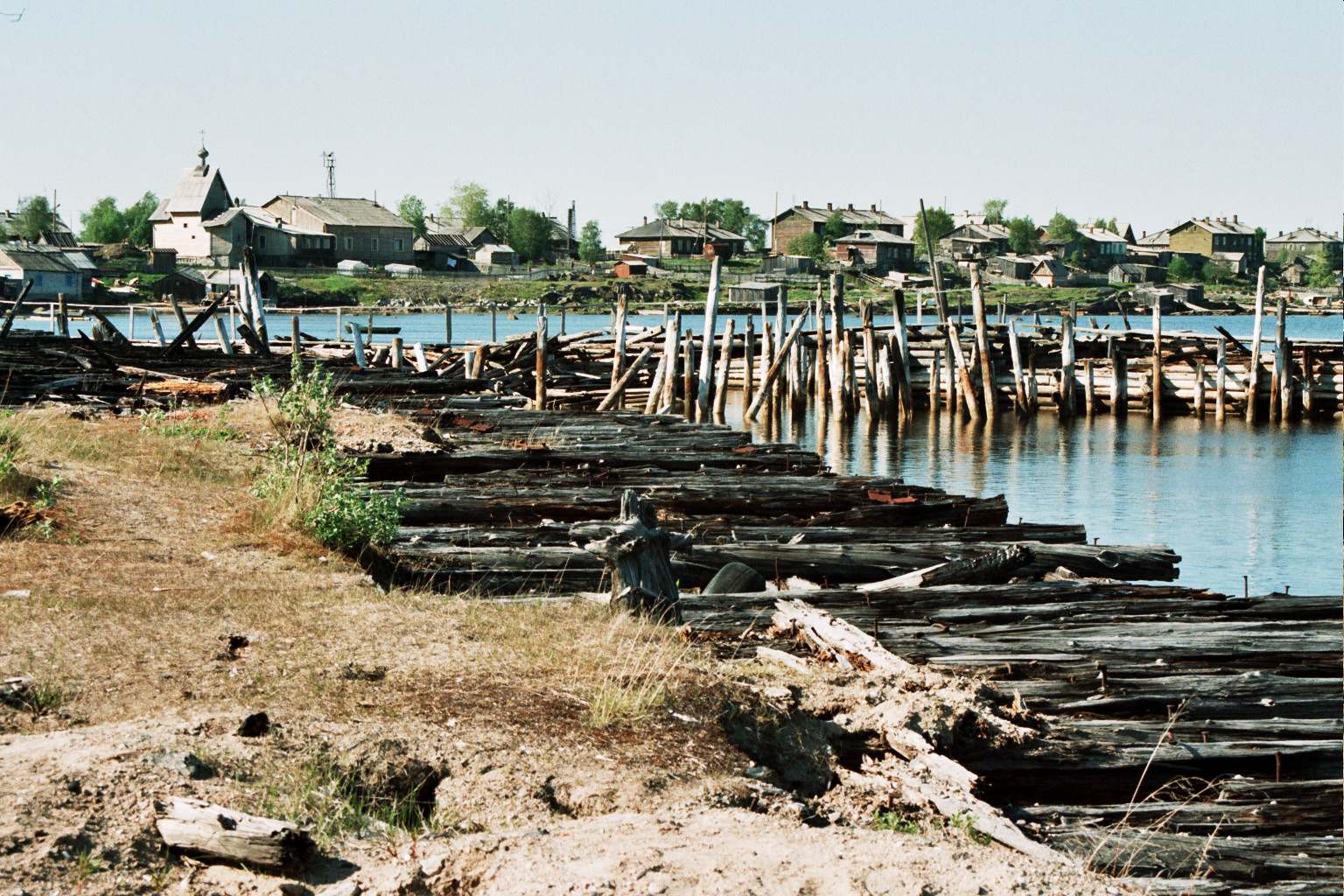
Hamnen i Kem.

Kem (ryska: Кемь, finska: Vienan Kemi) är en historisk stad i Karelska republiken, Ryssland. Den ligger längs järnvägen mellan Petrozavodsk och Murmansk och hade 11 969 invånare i början av 2015. Staden ligger på Vita havets kust, vid floden Kems utlopp.
Kem nämndes för första gången som en demesne från posadnik Marfa Boretskaja av Novgorod år 1450, då hon donerade den till Solovetskijklostret som låg i Vita havet. 1657 uppfördes ett fort av trä där.
Staden är känd för sin katedral som är byggd helt i trä, mellan 1711 och 1717. Dess takkonstruktion är vanlig i gammal rysk arkitektur.